# Урсоая (Муреш)
Урсоая (рум. Ursoaia) — село у повіті Муреш в Румунії. Входить до складу комуни Папіу-Іларіан.
Село розташоване на відстані 276 км на північний захід від Бухареста, 25 км на захід від Тиргу-Муреша, 53 км на південний схід від Клуж-Напоки, 145 км на північний захід від Брашова.

## Населення
За даними перепису населення 2002 року у селі проживали 123 особи.
Національний склад населення села:
| Національність | Кількість осіб | Відсоток |
| -------------- | -------------- | -------- |
| угорці         | 100            | 81,3%    |
| румуни         | 23             | 18,7%    |

Рідною мовою назвали:
| Мова      | Кількість осіб | Відсоток |
| --------- | -------------- | -------- |
| угорська  | 101            | 82,1%    |
| румунська | 22             | 17,9%    |